# Тумер (Медведевський район)
Туме́р (рос. Тумер, марій. Тумер) — присілок у складі Медведевського району Марій Ел, Росія. Входить до складу Шойбулацьке сільського поселення.
Стара назва — Тумерсола.

## Населення
Населення — 12 осіб (2010; 12 у 2002).
Національний склад (станом на 2002 рік):
- лучні марійці — 100 %